# Неомарика
Неомарика (лат. Neomarica) — род растений семейства Ирисовые (Iridaceae), в диком виде произрастающих в субтропических областях западной Африки, Центральной и Южной Америки. Название рода происходит от нео- (др.-греч. νέος — новый) и Марика (лат. Marica — имя нимфы из древнеримской мифологии).

## Ботаническое описание
Многолетнее травянистое растение с розеткой длинных ланцетовидных листьев, которые, в зависимости от вида, имеют длину 30—160 см и ширину 1—4 см. Цветочная стрелка плоская, похожа на один из листьев, но более утолщённая вдоль продольной оси.
Цветки неомарики располагаются на конце стрелки, они довольно крупные, диаметром 5—10 см, похожи на цветки ириса. Цветок живёт обычно менее суток, на месте увядшего цветка впоследствии образуется детка — будущее новое растение. Под её весом цветонос поникает, касается земли, и детка укореняется на некотором расстоянии от родительского растения. За такой способ размножения это растение получило одно из своих народных названий — англ. «walking iris» (ходячий ирис).
Другое народное название англ. «apostle plant» (цветок апостола) неомарика получила благодаря поверью, что молодое растение не начинает цвести, пока у него не вырастут по крайней мере 12 листьев (12 — число апостолов Иисуса).

## Виды

Neomarica northiana

По информации базы данных The Plant List, род включает 28 видов:
- Neomarica altivallis (Ravenna) A.Gil
- Neomarica brachypus (Baker) Sprague
- Neomarica caerulea (Ker Gawl.) Sprague
- Neomarica candida (Hassl.) Sprague
- Neomarica capitellata (Ravenna) Chukr
- Neomarica caulosa (Ravenna) Chukr
- Neomarica decora (Ravenna) A.Gil
- Neomarica decumbens (Ravenna) A.Gil
- Neomarica fluminensis (Ravenna) Chukr
- Neomarica glauca (Seub. ex Klatt) Sprague
- Neomarica gracilis (Herb.) Sprague
- Neomarica humilis (Klatt) Capell.
- Neomarica imbricata (Hand.-Mazz.) Sprague
- Neomarica itatiaica (Ravenna) A.Gil
- Neomarica latifolia (Ravenna) A.Gil
- Neomarica longifolia (Link & Otto) Sprague
- Neomarica northiana (Schneev.) Sprague
- Neomarica paradoxa (Ravenna) Chukr
- Neomarica pardina (Ravenna) A.Gil
- Neomarica portosecurensis (Ravenna) Chukr
- Neomarica rigida (Ravenna) Capell.
- Neomarica rotundata (Ravenna) Chukr
- Neomarica rupestris (Ravenna) Chukr
- Neomarica sabini (Lindl.) Chukr
- Neomarica silvestris (Vell.) Chukr
- Neomarica unca (Ravenna) A.Gil
- Neomarica variegata (M.Martens & Galeotti) Henrich & Goldblatt
- Neomarica warmingii (Klatt) Sprague

## Культивация
Неомарика, благодаря своим крупным листьям и красивым цветкам, используется как декоративное растение. В качестве горшечной культуры она довольно неприхотлива, но для цветения ей необходима «холодная» зимовка — при температуре +5—8°С, в хорошо освещённом месте, но не под прямыми солнечными лучами.

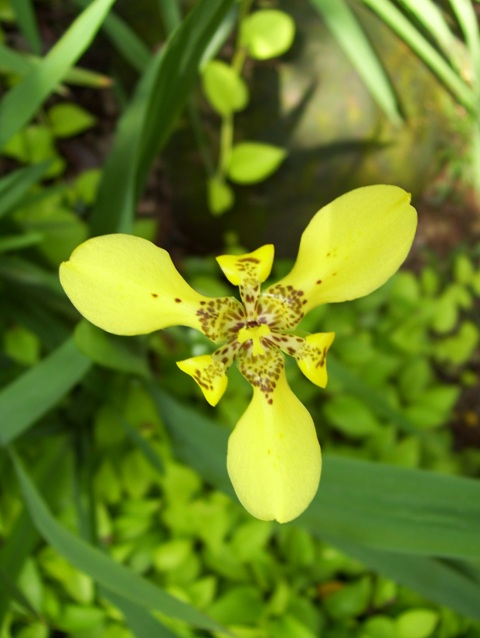
Neomarica brachypus
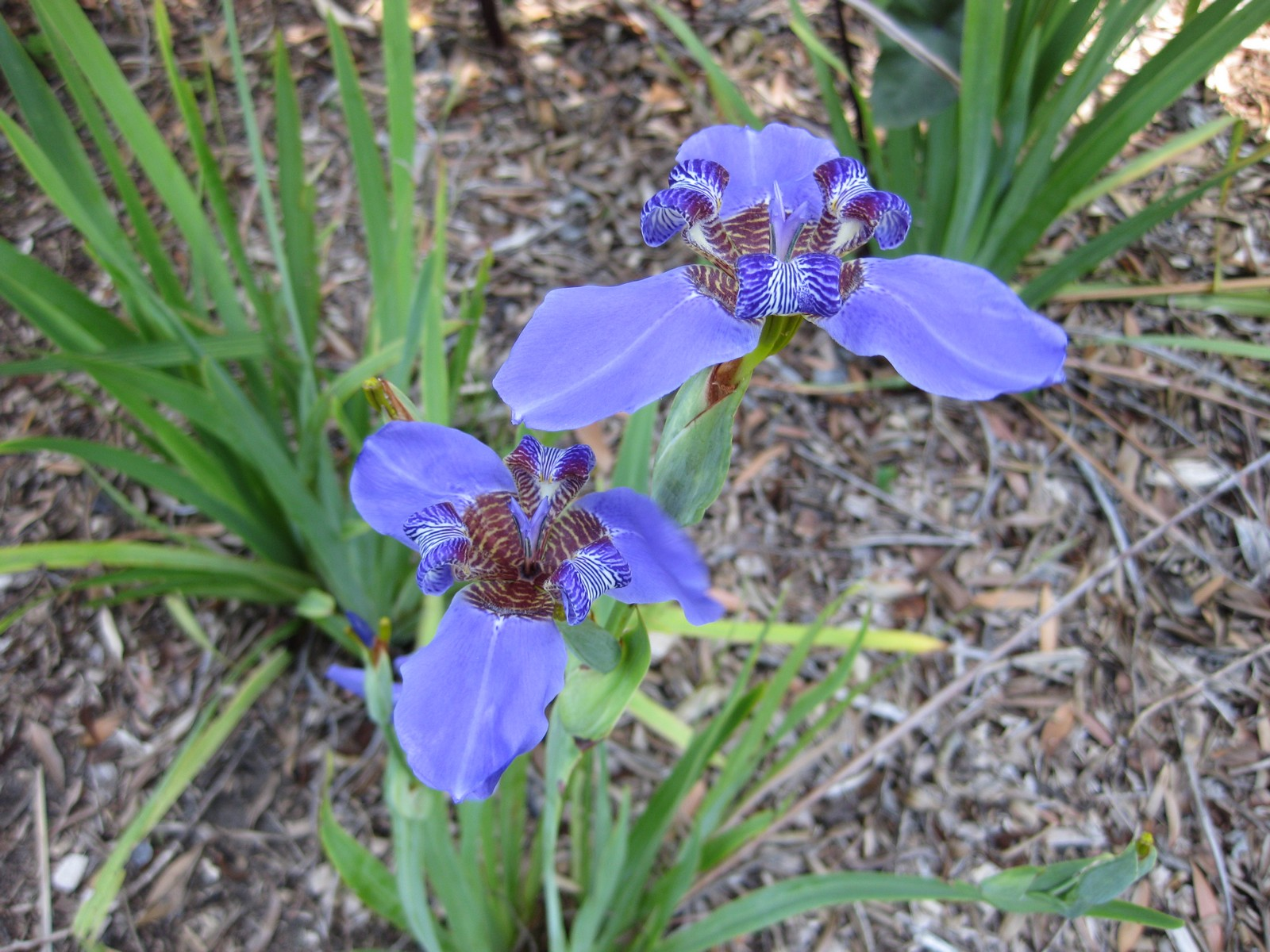
Neomarica caerulea
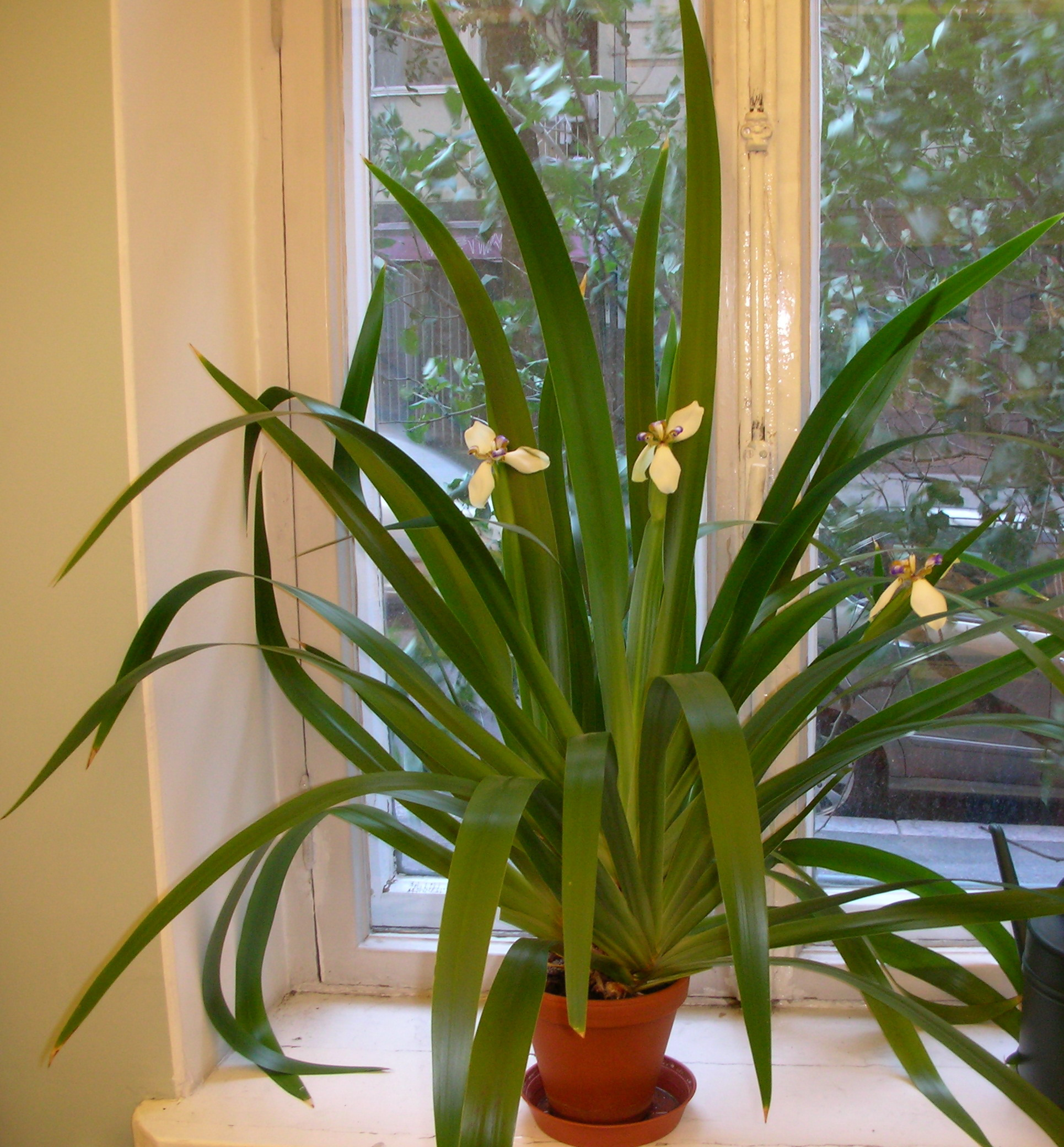
Neomarica northiana